# PALETTE (アダルトゲーム)
『PALETTE』（パレット）は、1998年11月20日にフェアリーテールより発売された18禁恋愛アドベンチャーゲーム。

## 概要
F&Cのタイトルのうち、ADVWin系列では初の32ビットシステムを使用した作品である。
ゲーム開始時に本編のシナリオを「恵理&翠編」「玉緒編」「深月編」「千晴&小麦編」から選択するのが特徴である。ただし、この選択によって完全に攻略対象が決まるわけではなく、各シナリオのメインヒロイン以外も攻略可能になっている。また、同じ人物でもシナリオによって微妙に設定が異なる。なお、「千晴&小麦編」は一度他シナリオをクリアするか、バッドエンディングを見ないと発生しない。
ちなみに、『Beside 〜幸せはかたわらに〜』は本作よりかなり後という世界観である。

## 登場人物
涼原 耕平（すずはら こうへい）
主人公。現在は姉のマンションに居候している。名前は名のみ変更可能。
菜乃花 恵理（なのはな めぐり）
声：歌織
主人公とは生まれた時のベッドが隣同士だったことからの腐れ縁。気が強い。家がイタリアンレストランであり、料理が得意。10月22日生まれ。
ちなみに、テレビアニメ『Canvas2 〜虹色のスケッチ〜』第2話では、撫子学園の食堂の料理人として1シーンのみ登場している。
鳩羽 翠（はとば みどり）
声：長崎みなみ
主人公と恵理の、もう1人の幼馴染。7月11日生まれ。
萌木 玉緒（もえぎ たまお）
声：鳩野比奈
主人公の従妹。父の仕事の都合で祖父母のところに預けられていたが、父が甘味処「玉乃屋」を開業したことで主人公の近くにやってくる。6月24日生まれ。
東雲 深月（しののめ みづき）
声：美都いずみ
主人公の姉が勤める病院でボランティア活動をしている。礼儀正しい性格であるが、本人はそれを好ましく思っていない。12月7日生まれ。
涼原 千晴（すずはら ちはる）
声：夏野蛍
主人公の姉であり、居候先のマンションの家主。職業は看護婦。3月21日生まれ。
高山 小麦（たかやま こむぎ）
声：美都いずみ
千晴が勤める病院によく現れる少女。ちなみに、彼女の父もその病院に勤めている。3月3日生まれ。

## スタッフ
- 原画：江森美沙樹、小野川キウイ、畑まさし、針玉ヒロキ、水城たくや
- シナリオ：素浪人、宮村優、YOH.、ヌマモトマサトシ、弘森魚
- 音楽：DOORS MUSIC ENTERTAINMENT

## 主題歌
- 『ハートのクッキー』
  - 作詞：かなすぎはじめ
  - 作曲：吉田文
  - 歌：くにたけみゆき with DOORS